# Nupserha tatsienlui
Nupserha tatsienlui är en skalbaggsart som beskrevs av Stefan von Breuning 1948. Nupserha tatsienlui ingår i släktet Nupserha och familjen långhorningar. Inga underarter finns listade i Catalogue of Life.